# Шмидт, Пётр Петрович
Пётр Петро́вич Шмидт (5 (17) февраля 1867, Одесса — 6 (19) марта 1906, остров Березань) — русский морской офицер, лейтенант, революционный деятель, один из руководителей Севастопольского восстания 1905 года, известный также как лейтенант Шмидт.

## Биография

### Происхождение и ранние годы
Родился 5 (17) февраля 1867 года в городе Одессе Одесского уезда Херсонской губернии в семье дворянина. Его отец, Пётр Петрович Шмидт — потомственный морской офицер, впоследствии контр-адмирал, начальник Бердянского порта. Мать Шмидта — Екатерина Яковлевна Шмидт из княжеского рода, (1835—1877; в девичестве фон Вагнер). Родной дядя Владимир Петрович Шмидт — полный адмирал, член Адмиралтейств-совета, сенатор, с 1890 года первый по старшинству чинов в военно-морском флоте России. Дядя сыграет в карьере П. П. Шмидта главную роль.
Воспитывался П. П. Шмидт в семейном кругу. Его отец, военно-морской офицер, подолгу отсутствовал, находясь в плаваниях. Ребёнка воспитывала больше мать, но Екатерина Шмидт умерла, когда маленькому Петру было 10 лет, уходом за ним занялись родные сёстры, будучи немногим старше самого Петра.
В 1880—1886 годах Шмидт учился в Петербургском морском училище.  Окончив Морское училище, был произведён по экзамену в мичманы и назначен на Балтийский флот.

### Карьера
12.09.1880 поступил в младший приготовительный класс Морского училища, 14.12.1885 присвоено звание гардемарина.
29.09.1886 — окончил Морской кадетский корпус 53-м по списку и приказом по Морскому ведомству за № 307 произведён по экзамену в мичманы и получил назначение на Балтийский флот. Со слов самого Шмидта, по приезде в отпуск в родной Бердянск, где его отец служит губернатором города, он некоторое время работает рабочим литейного цеха на заводе Джона Гривза (ныне ПАО «Бердянские жатки»). Но данная история выглядит сомнительной в силу негласных сословных правил того времени. Сын дворянина, главы города и будущий военно-морской офицер вряд ли мог исполнять обязанности рабочего на заводе, тем более что ежегодный отпуск кадетам Морского училища предоставлялся всего на месяц.
В 1886 году был зачислен в 8-й флотский экипаж мичманом. Получил назначение вахтенным офицером на портовое судно «Невка». С 1 января 1887 мичман Шмидт приступил к исполнению служебных обязанностей в учебно-стрелковой команде 8-го флотского экипажа.

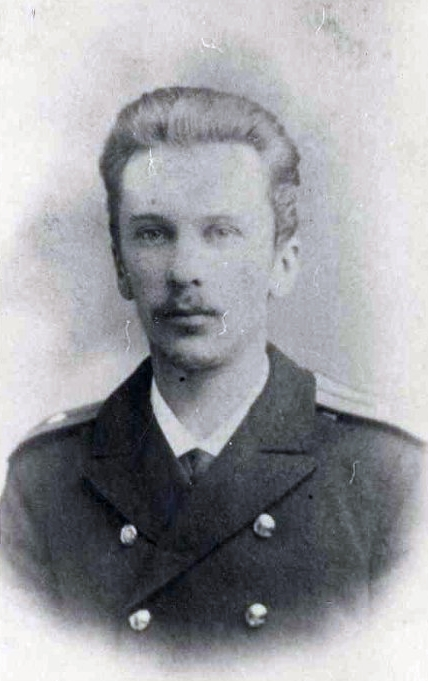
Петр Шмидт в чине мичмана после окончания морского училища

17 января 1888 года Приказом Его Императорского Высочества Генерал-Адмирала по Морскому ведомству № 86 переведён из Балтийского в Черноморский флот с зачислением во 2-й Черноморский флотский Его Королевского Высочества Герцога Эдинбургского экипаж. Получает назначение в Черноморском флоте на тендер «Буг».
Практически сразу происходит неприятное происшествие. Мичман Шмидт, находясь в болезненном нервном приступе, приходит в кабинет к командующему флотом и закатывает истерику, «находясь в крайне возбуждённом состоянии, говорил всякие несуразные вещи». После этого (21.01.1888) мичмана срочно отправляют в 6-месячный отпуск. Далее следует череда отпусков с редкими перерывами на службу. Проходил курс лечения в частной лечебнице доктора Савей-Могилевича для нервных и душевнобольных в Москве.
5 декабря 1888 года Высочайшим приказом по Морскому ведомству № 432 уволен в отпуск, по болезни, внутри Империи и за границу, на 6 месяцев.
13 января 1889 года совершает крайне необычный поступок — вступает в официальный брак с питерской профессиональной проституткой с Васильевской стрелки Домникией Гавриловной Павловой (р.1868), чем вызывает крайнюю неприязнь к себе в офицерской среде. Его отец, узнав о случившемся, скоропостижно умирает.
В 1889 году подал прошение на Высочайшее Имя: «Болезненное моё состояние лишает меня возможности продолжать службу Вашему Императорскому Величеству, а потому прошу уволить меня в отставку».
24.06.1889 Высочайшим приказом по Морскому ведомству № 467 уволен от службы в чине мичмана. Проживал в Бердянске, Таганроге, Одессе, уезжал в Париж. В столице Франции, в числе прочего, обучался воздухоплаванию у Эжена Годара. По возвращении в Россию пробует заняться воздухоплаванием, приобретает воздушный шар, берёт себе псевдоним Лион Аэр («Воздушный лев»), но после нескольких неудачных попыток поднять шар в воздух в Санкт-Петербурге, Риге и Москве, оставляет это занятие и продаёт шар.
27 марта 1892 года обращается с прошением на высочайшее имя «о зачислении на военно-морскую службу». 22 июня 1892 отставной мичман 2-го флотского Черноморского экипажа Высочайшим приказом по Морскому ведомству № 631 определён в службу в прежнем чине с зачислением в 18-й флотский экипаж вахтенным офицером на крейсер 1-го ранга «Князь Пожарский». Крейсер в море в тот период не выходит, стоит в Кронштадте, однако через два месяца после назначения Шмидта выходит какой-то скандал с офицерами, и мичман списывается с корабля на берег с сохранением жалования. И только через год. в 1893 году, получает назначение на новый броненосный крейсер 1 ранга «Рюрик». «Рюрик» направляется в Тихий океан. Со Шмидтом в пути что-то приключается (скорее всего, нервные припадки) и по приходе корабля на Дальний Восток 5 марта 1894 Приказом Его Императорского Высочества Генерал-Адмирала по Морскому ведомству № 23 переведён из Балтийского флота в Сибирский флотский экипаж.
22.04.1894 по 02.09.1894 Производителем работ (низшая офицерская должность) в Отдельную съёмку Восточного океана (гидрографическая партия).
07.09 — 19.10.1894 Назначен вахтенным начальником миноносца «Янчихе» 19.10 — 22.10.1894 Назначен вахтенным начальником крейсера «Адмирал Корнилов» во внутреннем плавании (стоит в порту). 22.10 — 04.11.1894 Назначен вахтенным начальником транспорта «Алеут». 04.11 — 01.01.1895 Назначен вахтенным начальником портового судна «Силач».
На 1894—1895 гг. Шмидт — 3-й по рангу. 06.12.1895 Высочайшим приказом по Морскому ведомству № 59 произведён в лейтенанты, по линии, на основании ст. 118 и 128, кн. VIII Свода Морских Постановлений, по продолжению 1892 г.
До 04.1896 штабной офицер ЛД «Силач», транспорта «Ермак».
В апреле 1896 приказом командующего Владивостокского порта назначен вахтенным начальником брандвахты бывшей канонерской лодки «Горностай», к тому моменту списанной из флота, и являющейся блокшивом в порту. Это назначение было существенным понижением для военно-морского офицера.
В 1896—1897 г. вахтенный начальник и командир роты КЛ «Бобр». В заграничных плаваниях: 1896—1897 гг. на КЛ «Бобр». Последнее плавание в 1897 году.
14.01.1897 отправлен в Нагасакский береговой лазарет для лечения. Ему поставлен диагноз «шизофрения с манией величия». 20.02-1.03.1897 находился на лечении в береговом лазарете в Нагасаки, затем отозван во Владивосток.
До конца августа 1897 г. — и. д. старшего штабного офицера ЛД «Надежный».

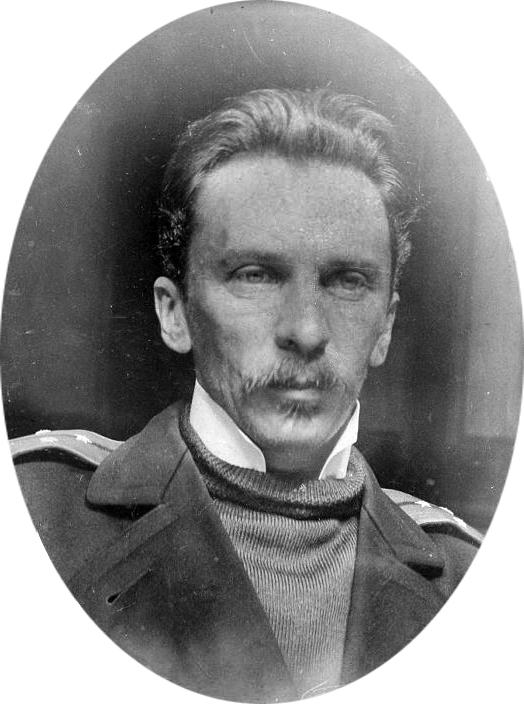
Лейтенант П. П. Шмидт

30 августа 1897 года приказом командира Владивостокского порта контр-адмирала Г. П. Чухнина «… За противодисциплинарные поступки относительно судового командира и за таковой же рапорт, поданный 23 августа, лейтенант Шмидт арестовывается с содержанием на гауптвахте на три недели».
В августе 1897 списан с ЛД «Надёжный» за отказ участвовать в подавлении забастовки и за рапорт на командира Н. Ф. Юрьева, связанного с браконьерами.
28.10.1897 следует приказ командира Владивостокского порта контр-адмирала Г. Чухнина: «…Вследствие рапорта лейтенанта Шмидта предлагаю главному доктору Владивостокского госпиталя В. Н. Попову назначить комиссию из врачей и при депутате от Экипажа освидетельствовать здоровье лейтенанта Шмидта… Акт комиссии предоставить мне».
08.1897-07.1898 вахтенный начальник на том же блокшиве «Горностай» во владивостокском порту.
В августе 1898 г. после конфликта с командующим эскадрой Тихого океана подал прошение об увольнении в запас. 24.09.1898 приказом по Морскому ведомству за № 204 лейтенант Шмидт был вторично уволен от службы в запас флота.
В 1898 г. поступил на службу в Добровольный флот. Служит ревизором, затем вахтенным начальником П/Х «Кострома» (служил 2 года).
В 1900 г. переходит на службу в Российское общество пароходства и торговли (РОПиТ). В 1900—1903 годах — помощник капитана парохода «Орёл», затем — помощник капитана парохода «Королева Ольга».
В 1903—1904 годах получает назначение капитаном парохода «Диана». В первом же рейсе под командованием Шмидта «Диана» в ноябре 1903 года, следуя из Риги в Одессу, садится на камни в Датских проливах у острова Мён. Корабль остался на плаву, с мели снят спустя 18 дней, Шмидт уволен с должности капитана и отдан под суд. Дело удаётся замять в связи с увольнением Шмидта и зачислением его в военно-морской флот, готовящийся к войне с Японией.

12 апреля 1904 года, по обстоятельствам военного времени, Петра Шмидта, как офицера запаса флота, вновь призвали на действительную военную службу и направили в распоряжение штаба Черноморского флота с зачислением в 33-й флотский экипаж.

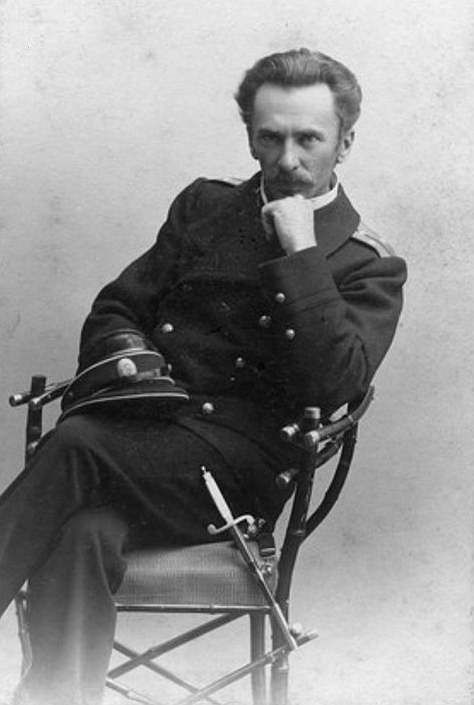
Пётр Петрович Шмидт, 1905

02.05.1904 Высочайшим приказом по Морскому ведомству № 541 определён в службу с 30.03.1904. 14.05.1904 получил назначение старшим офицером на угольный транспорт «Иртыш», приписанный к 2-й Тихоокеанской эскадре, который в декабре 1904 года с грузом угля и обмундирования вышел вдогонку эскадре.
В сентябре 1904 года был арестован в Либаве на 10 суток с часовым, за дисциплинарный проступок (нанесение публичного оскорбления другому офицеру флота.
На 1904 год состоял в 9-м флотском экипаже.
Во второй половине 1904 года транспорт «Иртыш» был направлен в составе своей эскадры во Владивосток. В конце декабря пришли печальные вести о гибели в Порт-Артуре всей 1-й Тихоокеанской эскадры. Гружённый минами и снарядами, транспорт «Иртыш» был довольно опасным местом для службы во время морских боёв. Через несколько дней, в январе 1905 года Шмидт списывается в Порт-Саиде с корабля по болезни (приступ почек) и убывает в Севастополь. Оставленный старшим офицером Шмидтом угольный транспорт «Иртыш» примет участие в Цусимском сражении, получит повреждения и будет затоплен командой у берегов Японии.
21 февраля 1905 года Приказом Его Императорского Высочества Генерал-Адмирала по Морскому ведомству № 36 переведён в Черноморский флот с прикомандированием к 28-му флотскому экипажу.
21.02.1905 Приказом по Морскому ведомству за № 36 назначен командиром ММ «№ 253» (в Измаиле). В Измаиле несли службу два миноносца «№ 262» и «№ 263», и Шмидт по возрастному старшинству являлся внештатным командиром отряда двух кораблей.
В июне 1905 года Шмидт находится в Одессе, охваченной восстанием и беспорядками, а затем происходит тёмная история с казёнными деньгами. Шмидт забирает кассу корабельного отряда (2500 золотых рублей), и отправляется в Киев, где живёт на широкую ногу, заводит роман с Зинаидой Ивановной Ризберг (1879—1961, Москва, похоронена на Ваганьковском кладбище), события частично отражены в фильме 1969 года «Почтовый роман». За растрату и дезертирство Шмидта привлекают к военному суду, но благодаря вмешательству дяди-сенатора, погасившему из личных средств растраченные Шмидтом деньги, и устроившему племяннику срочное увольнение из военно-морского флота, дело удаётся замять без последствий.
В августе 1905 года возвращается в Севастополь, где ведёт антиправительственную пропаганду.
25 октября 1905 года на митинге с ним случился припадок, и он на глазах толпы бьётся в судорогах.
В конце октября 1905 года был арестован за антиправительственную пропаганду. 7.11.1905 Высочайшим приказом по Морскому ведомству лейтенант (9-й класс в табели о рангах) Шмидт уволен от службы. Несмотря на сложившуюся практику присвоения следующего чина выходящему в запас военно-морскому офицеру (при сохранении пенсии по действующему чину, но с правом ношения погон следующего чина при наличии лычек, сообщающих о почётном отставном статусе погон), лейтенант Шмидт такого повышения чина по выходе в отставку не получил. В Российском Императорском флоте с 1764 до 1907 года очередной чин после лейтенанта — капитан второго ранга, то есть лейтенант — 3-й по рангу, а мичман — 4-й). Несмотря на это, Шмидт заказывает форму капитана 2-го ранга.
14 ноября 1905 года поднимается на борт крейсера «Очаков» в качестве руководителя восставших матросов, самовольно присваивает себе чин капитана 2-го ранга действительной службы. Вечером того же дня на совещании на «Очакове» было решено предпринять целый ряд наступательных действий как на море, так и в самом Севастополе: захватить суда и арсеналы, арестовать офицеров и так далее. Но активных действий флот под руководством Шмидта не предпринял. На следующий день мятеж был подавлен.

### Революция 1905 года

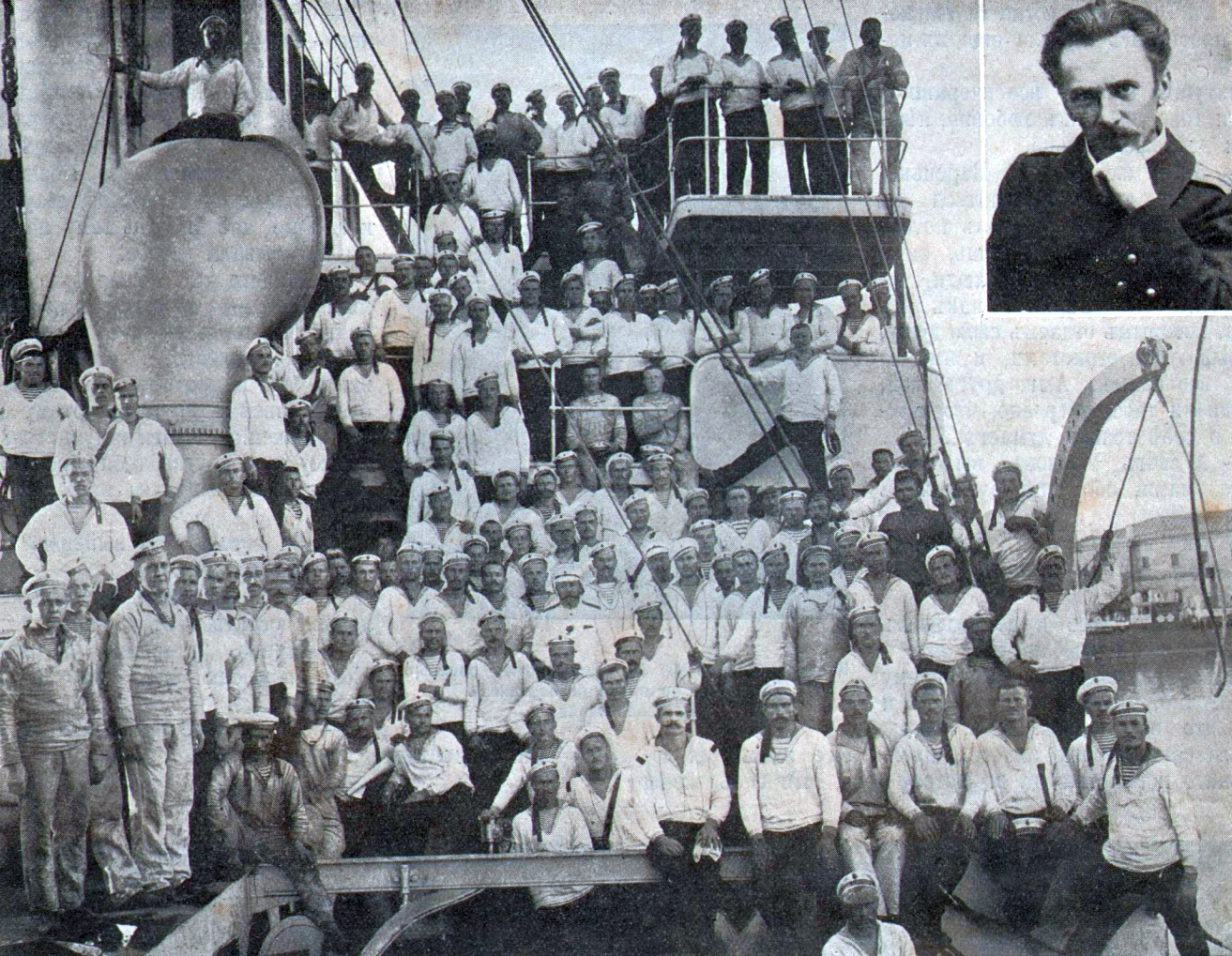
Команда крейсера «Очаков» за две недели до восстания 1905 г. и лейтенант Шмидт (в верхнем правом углу)

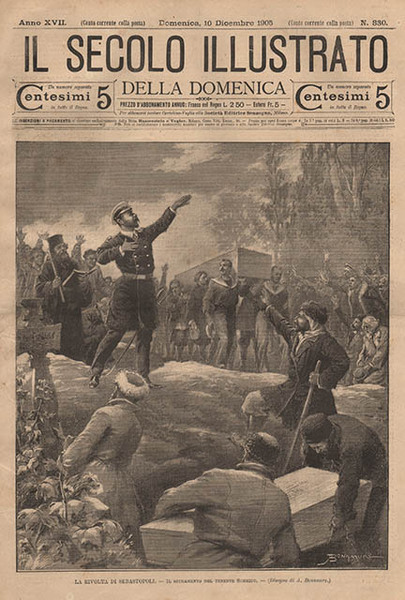
«Клятва лейтенанта Шмидта», иллюстрация из итальянской газеты Il Secolo, 1905 г.

В начале Революции 1905 года организовал в Севастополе «Союз офицеров — друзей народа», в который входил лишь сам Шмидт. Участвовал в создании «Одесского общества взаимопомощи моряков торгового флота». Ведя пропаганду среди матросов и офицеров, Шмидт называл себя внепартийным социалистом. Имел связи с «Бундом» и с неустановленными тайными политическими организациями Одессы, выступал за автономию Юга от Российской Империи с созданием президентской республики под своим руководством.
18 (31) октября Шмидт призвал толпу освободить политических заключенных из Севастопольской городской тюрьмы. Тюрьма находилась под охраной гарнизона, поэтому данный призыв по сути был провокацией. По прибытии к тюрьме Шмидт потребовал от начальника тюрьмы освобождения не только политических, но и уголовных заключенных, на что получил законный отказ. Тогда Шмидт призвал толпу на штурм тюрьмы, после чего устремившихся к воротам людей встретил залп солдат гарнизона, в результате 8 человек из толпы погибли.
20 октября (2 ноября) 1905 года на митинге в честь восьми человек, погибших в ходе неудачного штурма тюрьмы, произнёс речь, ставшую известной как «клятва Шмидта»: «Клянёмся в том, что мы никогда не уступим никому ни одной пяди завоёванных нами человеческих прав». После у Шмидта случился очередной нервный приступ, и на кладбище, где хоронили погибших, он не поехал. В тот же день Шмидт был арестован.
Вечером 13 ноября депутатская комиссия, состоявшая из матросов и солдат, делегированных от разных родов оружия, в том числе от семи судов, пригласила для военного руководства отставного флотского лейтенанта Шмидта, завоевавшего большую популярность во время октябрьских митингов. «Он мужественно принял приглашение и с этого дня стал во главе движения».
14 (27) ноября возглавил мятеж на крейсере «Очаков» и других судах Черноморского флота. Шмидт объявил себя командующим Черноморским флотом, дав сигнал: «Командую флотом. Шмидт». В тот же день он отправил телеграмму Николаю II: «Славный Черноморский флот, свято храня верность своему народу, требует от Вас, государь, немедленного созыва Учредительного собрания и не повинуется более Вашим министрам. Командующий флотом П. Шмидт».
Выбросив на «Очакове» адмиральский флаг и дав сигнал: «командую флотом, Шмидт», с расчетом сразу привлечь этим к восстанию всю эскадру, он направил свой крейсер к «Пруту», чтобы освободить потемкинцев. Сопротивления никакого не было оказано. «Очаков» принял матросов-каторжан на борт и обошел с ними всю эскадру. Со всех судов раздавалось приветственное «ура». Несколько из судов, в том числе броненосцы «Потемкин» и «Ростислав», подняли красное знамя; на последнем оно, впрочем, развевалось лишь несколько минут.
15 ноября в 9 час. утра на «Очакове» был поднят красный флаг. Против восставшего крейсера правительство немедленно начало военные действия. В 3 часа дня начался морской бой, а в 4 часа 45 мин. царский флот уже одержал полную победу. Шмидт вместе с другими руководителями восстания был арестован.

### Казнь и похороны

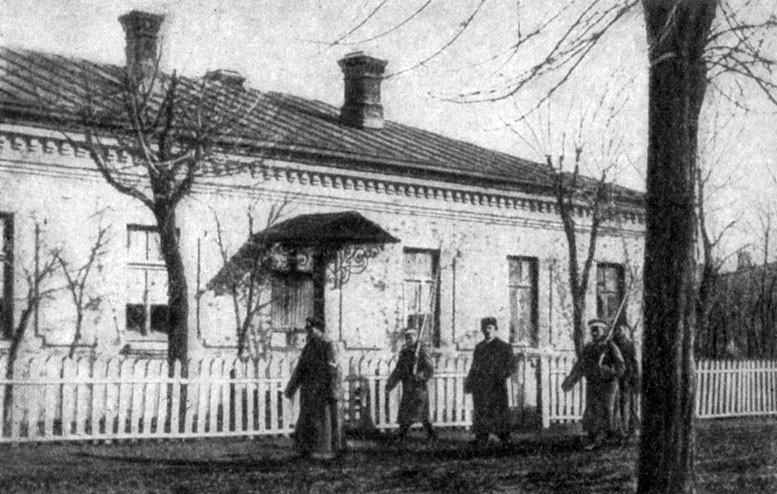
Шмидта под конвоем ведут к зданию суда

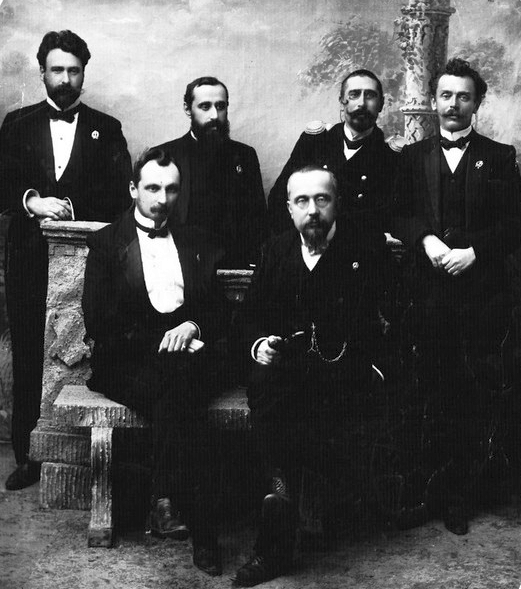
Группа защитников по делу лейтенанта П. П. Шмидта и матросов: А. В. Винберг, С. А. Балавинский, А. С. Зарудный, Ф. Е. Врублевский, П. В. Дэвиссон, А. М. Александров

Шмидт вместе с соратниками был приговорён к смертной казни закрытым военно-морским судом, проходившим в Очакове с 7 по 18 февраля 1906 года. Обвинители считали необходимым признать виновным Шмидта по статье «Вооружённое восстание» и «Попытка к насильственному ниспровержению существующего строя», защитники же настаивали на том, что Шмидт совершил лишь дисциплинарное нарушение и не вёл огня с «Очакова».
Официальная жена Шмидта обращалась к царю с прошением о признании своего мужа душевнобольным, но сам Шмидт категорически отказался от медицинского освидетельствования на невменяемость, и такая экспертиза не была проведена.
20 февраля был вынесен приговор, по которому Шмидт и 3 матроса приговаривались к смертной казни.
6 марта 1906 года на острове Березань (ныне — Николаевский район, Николаевская область) расстрелян вместе с Никитой Антоненко (член революционного судового комитета), машинистом А. Гладковым и старшим баталёром Сергеем Частником. В советские годы общепринятой была версия, что командовал расстрелом товарищ детства Шмидта и сокурсник его по училищу (который сидел с ним за одной партой) Михаил Ставраки, расстрелянный за это советской властью в 1923 году. Однако сам Ставраки на суде вины своей в казни Шмидта так и не признал, заявив, что он присутствовал при казни только как офицер связи, а командовал казнью командир транспорта «Прут» капитан 2-го ранга В. И. Радецкий.
8 (21) мая 1917 г., после того, как стали известны планы народных масс, находящихся под влиянием революционного порыва, выкопать прах «контрреволюционных адмиралов» — участников Обороны Севастополя во время Крымской войны и на их месте перезахоронить лейтенанта Шмидта и его товарищей, расстрелянных за участие в ноябрьском 1905 года Севастопольском восстании, останки Шмидта и расстрелянных вместе с ним матросов были по приказу командующего Черноморским флотом вице-адмирала Александра Колчака в ускоренном порядке перевезены в Севастополь, где в Покровском соборе состоялось их временное захоронение. Это распоряжение Колчака позволило сбить накал революционных страстей на Черноморском фронте и окончательно пресечь все разговоры на тему эксгумации останков адмиралов, погибших во время Крымской войны и покоившихся во Владимирском соборе Севастополя.
В 1917 году Зинаида Ризберг на аудиенции у Дзержинского предъявила тому письма от «красного лейтенанта» Шмидта и потребовала персональную пенсию как «любимая женщина героя революции». Пенсия ей была назначена, а впоследствии за книгу воспоминаний о лейтенанте Зинаида Ризберг была принята в Союз писателей СССР и получила квартиру в центре Москвы. До конца жизни Ризберг выступала как революционная подруга лейтенанта Шмидта на творческих вечерах.
14 ноября 1923 года прах Шмидта с товарищами перезахоронен в Севастополе на городском кладбище Коммунаров. Памятник на их могиле был сделан из камня, ранее стоявшего на могиле командира броненосца «Князь Потемкин − Таврический», капитана 1-го ранга Евгения Голикова, погибшего в 1905 году. Для постамента использовали гранит, конфискованный в бывших имениях и оставшийся после возведения памятника Ленину.
В советское время о лейтенанте Шмидте было снято несколько фильмов.

## Семья
- Отец: Шмидт, Пётр Петрович (1828—1888). Контр-адмирал, участник обороны Севастополя, сражался на Малаховом кургане.
- Брат: Шмидт, Владимир Петрович (1883—1965) — капитан 1-го ранга.
- Дядя (брат отца): Шмидт, Владимир Петрович (1827—1909) — адмирал.
- Жена: Павлова, Домникия Гавриловна (в браке с 1889 по 1905 год).
- Сын: Шмидт-Очаковский, Евгений Петрович (15 марта (28 февраля) 1889, Киев — 28 декабря 1951, Париж). Участник Севастопольского восстания 1905 года, русский офицер, участник Белого движения, эмигрант. Автор книг об отце.
- Дочь: Шмидт, Екатерина Петровна (6.12.1904 — ?)[8][неавторитетный источник][d].

## Награды
- Медаль «В память царствования императора Александра III», 1896 год.
- Вскоре после перезахоронения в мае 1917 года военный и морской министр А. Ф. Керенский возложил на могильную плиту Шмидта офицерский Георгиевский крест 4 степени.

## Оценки
14 ноября 1905 года В. И. Ленин писал: «Восстание в Севастополе всё разрастается… Командование „Очаковым“ принял лейтенант в отставке Шмидт…, севастопольские события знаменуют полный крах старого, рабского порядка в войсках, того порядка, который превращал солдат в вооруженные машины, делал их орудиями подавления малейших стремлений к свободе».
Но сам Шмидт, пусть и социал-демократ, много лет участвовавший в подпольной деятельности, по воспоминаниям близко знавшей его Ростковской, к моменту начала восстания уже отошёл от республиканских взглядов и был «конституционным монархистом».
На суде Шмидт заявил, что если бы действительно готовил заговор, то заговор победил бы, и он согласился возглавить восстание, готовившееся революционерами и вспыхнувшее без его участия, только для того, чтобы избежать резни матросами всех представителей привилегированных классов и нерусских и ввести бунт в конструктивное русло.

## Память

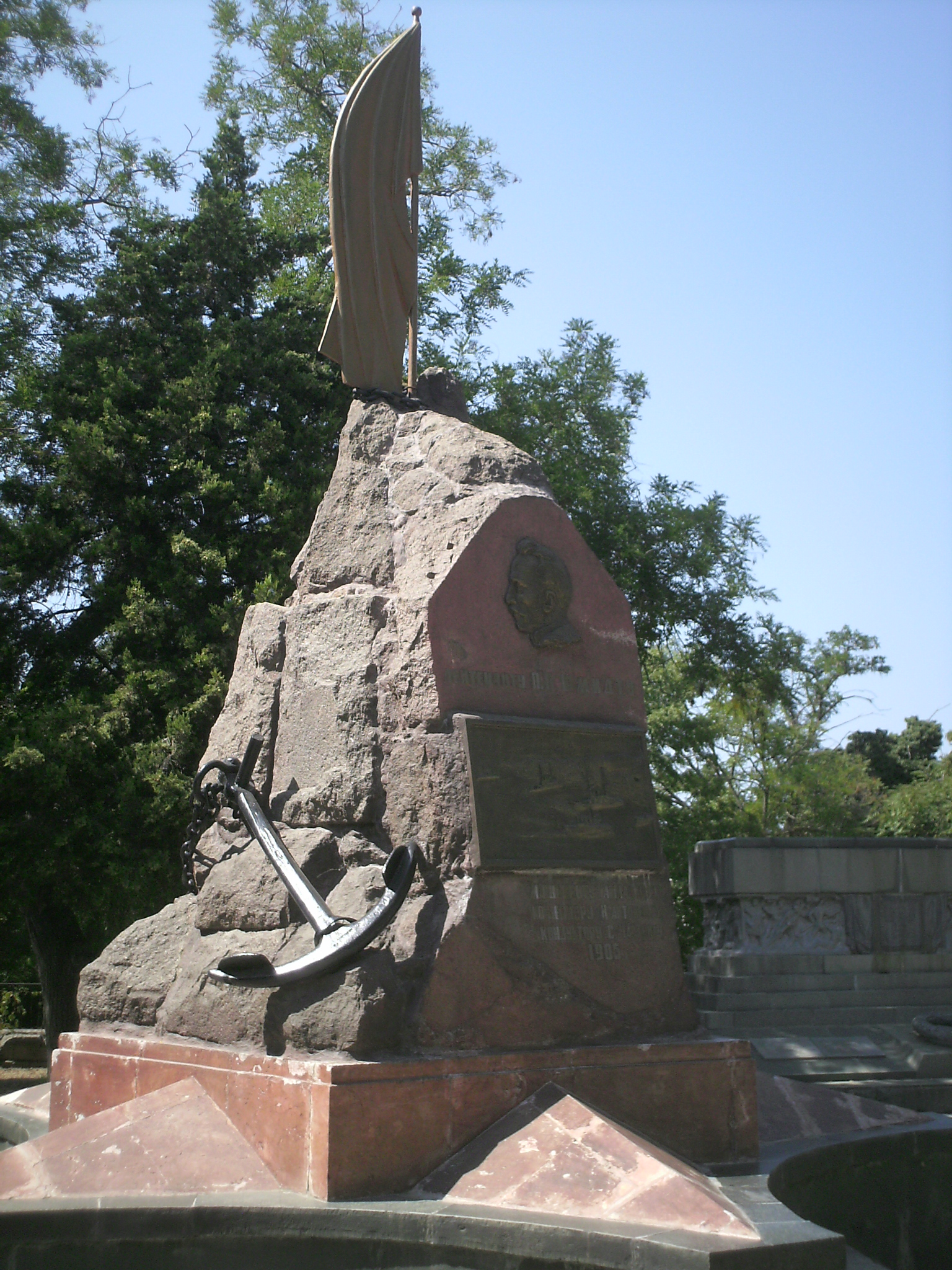
Памятник на могиле П. П. Шмидта на кладбище коммунаров в Севастополе

Имя Петра Петровича Шмидта носят улицы в городах: Семей, Астрахань, Батайск, Бердянск, Винница, Вологда, Вязьма, Тверь (бульвар), Владивосток, Ейск, Гатчина, Донецк, Егорьевск, Иркутск, Казань, Лысьва, Мурманск, Нижний Новгород, Нижний Тагил, Новороссийск, Одесса, Первомайск, Очаков, Самара, Севастополь, Симферополь, Таганрог, Тюмень, Керчь, Кременчуг, Каменец-Подольский, Краснодар, Хабаровск, Харьков, Люботин, Мелитополь, Щелково, Петропавловск РК.
Именем Лейтенанта Шмидта названы набережные в Санкт-Петербурге и городе Великие Луки, Благовещенский мост в Санкт-Петербурге носил имя «Лейтенанта Шмидта» в период с 1918 по 14 августа 2007 года. Также в честь Шмидта названы Яхта «Лейтенант Шмидт», завод имени Лейтенанта Шмидта в Баку.
Поскольку улицы Шмидта расположены в нескольких городах на разных берегах Таганрогского залива, журналисты говорят о неформальной «самой широкой улице в мире» (десятки километров) (официальным рекордсменом — 110 метров — является улица 9 июля в Буэнос-Айресе, Аргентина).
На острове Березань в 1968 году архитекторы Л. И. Галкина и А. Н. Очаковский установили памятник расстрелянным руководителям восстания.
Мемориальный дом-музей П. П. Шмидта с 1980 года работает в Бердянске, помещаясь в доме, где семья бердянского градоначальника П. П. Шмидта проживала более десяти лет.
В Бердянске имя П. П. Шмидта также носит центральный городской парк (перед ним установлен бюст П. П. Шмидта) — один из двух скверов, разбитых в своё время градоначальником П. П. Шмидтом. Перед входом в Бердянский государственный педагогический университет (здание, в котором до революции помещалась гимназия, которую окончил Петр Шмидт), также установлен бюст П. П. Шмидта (бюст революционера стоит справа от входа, слева — бюст выдающегося врача, изобретателя вакцин от холеры и чумы В. А. Хавкина).
Музей имени П. П. Шмидта в г. Очаков был открыт в 1962 г., в настоящее время музей закрыт, часть экспонатов была перенесена в бывший Дворец Пионеров.
С 1926 года П. П. Шмидт — почётный член Севастопольского совета депутатов трудящихся.
Имя П. П. Шмидта носило Херсонское мореходное училище ММФ СССР.

## В искусстве
- Существуют две оперы «Лейтенант Шмидт». Первая написана в 1938 году (композитор Н. И. Платонов), вторая в 1970 году (композитор Б. Л. Яровинский, поставлена в 1970 году В. М. Скляренко в Харьковском оперном театре[10]).
- Повесть «Чёрное море» (глава «Мужество») Константина Паустовского.
- Поэма «Лейтенант Шмидт» Бориса Пастернака.
- Роман-хроника «Клянусь землёй и Солнцем» Геннадия Александровича Черкашина.
- Повесть «Лейтенант Шмидт» Марка Борисовича Чарного.
- Фильм-спектакль «После казни прошу...» (1967) (в роли Шмидта — Георгий Тараторкин)
- Фильм «Почтовый роман» (1969) (в роли Шмидта — Александр Парра) — история сложных взаимоотношений П. П. Шмидта и Зинаиды Ризберг (в её роли — Светлана Коркошко) на основе их переписки.
- «Лейтенант Шмидт» — документальный фильм Леонида Михайловича Кристи.
- В фильме «Беспредел» заключённый по кличке Филателист подстрекает осуждённых на бунт, рассказывая о лейтенанте Шмидте.
- «Лейтенант Шмидт» — полотно Жемерикина Вячеслава Фёдоровича (холст, масло) 1972 года (Музей Российской Академии художеств)
- «Лейтенант Шмидт» — поэма Л. М. Белкиной, вышедшая отдельным нелегальным изданием в 1907 году[11].

Дети лейтенанта Шмидта
- В романе Ильфа и Петрова «Золотой телёнок» упоминаются «тридцать сыновей и четыре дочери лейтенанта Шмидта» — мошенников-самозванцев, кочующих по глубинке и выпрашивающих материальную помощь у местных властей, под имя своего знаменитого «отца». Тридцать пятым потомком лейтенанта Шмидта стал О. Бендер. Настоящий сын Петра Петровича — Евгений Шмидт-Завойский (мемуары об отце изданы под фамилией «Шмидт-Очаковский») — был эсером и эмигрантом.
- В Бердянске имя П. П. Шмидта носит центральный городской парк, названный так в честь его отца, основателя парка, а недалеко от входа в парк возле ДК им. Н. А. Островского установлена парная скульптура (работы Г. Франгуляна), изображающая сидящих на скамейке «сыновей лейтенанта Шмидта» — Остапа Бендера и Шуру Балаганова.
- В фильме «Доживём до понедельника» судьба П. Шмидта становится предметом обсуждения на уроке истории, который ведёт учитель Илья Семёнович Мельников (Вячеслав Тихонов). Там же, один из учеников Костя Батищев (Игорь Старыгин) упоминает и роман Ильфа и Петрова, где «Остап Бендер и его кунаки работали под сыновей лейтенанта Шмидта».
- «Дети лейтенанта Шмидта» — команда КВН.
- «Дети лейтенанта Шмидта» — международный, российско-белорусский мотоклуб. Основан 14 октября 2014 года.
- «Ltn Schmidt’i pojad» — первый альбом эстонской рок-группы Vennaskond.